# I Lombardi alla prima crociata
I Lombardi alla prima crociata (Los lombardos en la primera cruzada) es un drama lírico operístico en cuatro actos y un preludio con música de Giuseppe Verdi y libreto en italiano de Temistocle Solera, basado en el poema homónimo publicado en 1826 por Tommaso Grossi. Se estrenó en el Teatro alla Scala de Milán el 11 de febrero de 1843. Verdi dedicó la partitura a María Luisa, la duquesa habsburgo de Parma, quien había muerto unas pocas semanas después del estreno. 

## Historia
Fue un gran éxito y su estilo épico sigue y persigue continuar con la línea ya emprendida de Nabucco.
En España se estrenó en 1845, en el Teatro de la Santa Cruz de Barcelona. El estreno en el Reino Unido tuvo lugar el 12 de mayo de 1846 en Her Majesty's Theatre en Londres con Verdi presente. Esta "fue la primera de las óperas de Verdi que se escucharon en los Estados Unidos, en el Teatro de Ópera de Palmo", el 3 de marzo de 1847 en Nueva York.
En 1847, la ópera fue revisada significativamente para convertirse en la primera grand opéra de Verdi para representaciones en francés en la Salle Le Peletier de la Ópera de París bajo el título de Jérusalem.
En tiempos modernos ha recibido pocas representaciones - aparte de una temporada en la Royal Opera House, Covent Garden en los años setenta con José Carreras, Sylvia Sass y Yevgeny Nesterenko - pero se ha representado ocasionalmente en forma de concierto por la Orquesta de la Ópera de Nueva York que la ofreció en diciembre de 1972 con José Carreras, Renata Scotto y Paul Plishka en los principales papeles y la repusieron en enero de January 1986, de nuevo con Pliska así como Aprile Millo y Carlo Bergonzi. 
Bergonzi y Plishka (junto con Cristina Deutekom) aparecieron en el "Festival Verdi" de verano de la Ópera de San Diego, que tuvo breve existencia (1979 a 1984) en junio de 1979 y se dice que fue el estreno en la costa Oeste. I Lombardi tuvo su estreno como parte de la temporada 1993/1994 de la Metropolitan Opera con Luciano Pavarotti, Aprile Millo y Samuel Ramey en algunos de los papeles principales. 
Esta ópera rara vez se representa en la actualidad; en las estadísticas de Operabase aparece con solo 5 representaciones en el período 2005-2010.
El "Ciclo Verdi" de la Ópera de Sarasota, que concluirá en 2016, presenta la ópera en la temporada de 2011. Dos compañías de ópera han anunciado que planean presentar todas las óperas de Verdi, pero mientras que el Teatro Regio de Parma, Italia, no ha  concretado fechas, La Asociación de Amigos de la Ópera (ABAO) de Bilbao si lo ha hecho, siendo estas 4 representaciones los días 19, 22, 25 y 28 de enero de 2019.

## Personajes
| Personaje                                                                                                   | Tesitura | Reparto del estreno, 11 de febrero de 1843 (Director: - Eugenio Cavallini, primer violín) |
| --- | -------- | ----------------------------------------------------------------------------------------- |
| Arvino, hijo de Lord Folco                                                                                  | tenor    | Giovanni Severi                                                                           |
| Pagano/ermitaño, hijo de Lord Folco                                                                         | bajo     | Prosper Dérivis                                                                           |
| Viclinda, esposa de Arvino                                                                                  | soprano  | Teresa Ruggeri                                                                            |
| Giselda, hija de Arvino                                                                                     | soprano  | Erminia Frezzolini                                                                        |
| Oronte, hijo de Acciano                                                                                     | tenor    | Carlo Guasco                                                                              |
| Acciano, tirano de Antioquía                                                                                | bajo     | Luigi Vairo                                                                               |
| Sofia, esposa de Acciano                                                                                    | soprano  | Amalia Gandaglia                                                                          |
| Pirro, caballero de Arvino                                                                                  | bajo     | Gaetano Rossi                                                                             |
| Un prior de la ciudad de Milán                                                                              | tenor    | Napoleone Marconi                                                                         |
| Milaneses, guardias de palacio, cruzados, peregrinos, monjas, asesinos, mujeres del harén, guerreros - Coro |          |                                                                                           |

## Argumento
En el pasado, Arvino y Viclinda contrajeron matrimonio y Pagano, enamorado de Viclinda, intentó matar a Arvino, por lo que fue desterrado. 18 años más tarde Pagano vuelve manifestando arrepentimiento y se reconcilia con su hermano, pero planea vengarse y matarle. Por equivocación mata a su padre, Folco, y es desterrado de por vida de Milán. Pagano vive como un ermitaño en las inmediaciones de Antioquía, ocultando su identidad y ayudando a conquistar Antioquía a los caballeros de la cruz lombardos, liderados por Arvino. Allí, Arvino se reencuentra con su hija Giselda, prisionera de Antioquía y amada por Oronte, a quien convierte a la religión cristiana. Giselda reniega de su padre. En su huida se encuentra con Oronte, el cual había sido dado por muerto, y ambos se refugian en su amor y abandonan todo lo demás. Pero Oronte es perseguido por Arvino y este le hiere de muerte. En la conquista de Jerusalén, Pagano también es herido de muerte y revela su identidad, reconciliándose con su hermano.

## Actos

### Acto I (La venganza)

#### Cuadro I
La acción transcurre en Milán, en la Plaza de San Ambrosio, ante la basílica. Los ciudadanos se han reunido para festejar el la reconciliación de los hermanos Arvino y Pagano, quienes en el pasado se enemistaron por amor. Pagano finge arrepentimiento pero en su interior planea vengarse de su hermano dándole muerte. Arvino es proclamado líder de los cruzados lombardos.

#### Cuadro II
Por la noche, en las proximidades de la casa de Arvino, se celebra una oración nocturna en la que unas monjas piden la paz y la bendición del Señor. Mientras tanto Pagano planea con Pirro el asesinato de Arvino.

#### Cuadro III
En casa de Arvino, Viclinda y su hija Giselda imploran la misericordia a la Virgen María, pues no se fían del arrepentimiento de Pagano. Este, a su vez, prende fuego a la casa matando a su padre por error en vez de a su hermano. Giselda impide que Pagano mate a Arvino y Pagano es desterrado para siempre de Milán.

### Acto II (El hombre de la caverna)

#### Cuadro I
En el salón del trono de su palacio, Acciano pide a Alá vengarse de los cristianos, que se encuentran a las puertas de Antioquía habiendo dejado a su paso violencia y destrucción. Oronte confiesa a su madre que está enamorado de Giselda, prisionera en le harén de palacio, Sofía, convertida al Cristianismo, aprueba la relación.

#### Cuadro II
En una caverna de los alrededores de Antioquía, Pagano espera la llegada de los cruzados lombardos para unirse a ellos. Durante su exilio ha estado expiando su culpa y tiene ahora aspecto de santo. Se acerca Pirro, ahora musulmán, para pedir al ermitaño su ayuda para obtener el perdón divino y este le dice que para ello deberá abrir las puertas de Antioquía. También se acerca Arvino pidiéndole consejo sobre cómo recuperar a su hija raptada e invadir Antioquía. Pagano le anuncia la caída de la ciudad esa misma noche.

#### Cuadro III
En el harén de palacio, Giselda es informada de que los cristianos han invadido la ciudad y Acciano y Oronte han muerto en batalla. Giselda se reencuentra con su padre y lo maldice, pues el triunfo cristiano ha causado mucho dolor y muerte. Arvino repudia a su hija rebelde y quiere ahora matarla.

### Acto III (La conversión)

#### Cuadro I
En el valle de Josafat, peregrinos y cruzados suspiran por Jerusalén. Entre ellos se encuentra Giselda, que ha escapado de la tienda de campaña de su padre. Allí se encuentra con Oronte, que no había muerto en batalla sino que había sido gravemente herido. Ambos renuncian a todos sus vínculos anteriores y huyen enamorados.

#### Cuadro II
En la tienda de Arvino, este maldice a su hija desaparecida. Además es informado de que Pagano ha sido visto rondando las inmediaciones, pues un cruzado lombardo lo ha reconocido.

#### Cuadro III
Giselda lleva a Oronte, herido de muerte, a una caverna. El ermitaño los ha seguido y convierte a Oronte al Cristianismo justo antes de su muerte.

### Acto IV (El Santo Sepulcro)

#### Cuadro I
En la caverna del ermitaño, padre e hija se reconcilian. A Giselda se le aparece Oronte y le profetiza que de la fuente de Siloé manará agua para saciar la sed de los cruzados lombardos.

#### Cuadro II
Los cruzados lombardos recuerdan con nostalgia su patria querida y, debilitados por la sed, ruegan al Señor. Aparecen entonces Giselda, Arvino y el ermitaño con la feliz noticia de la profecía.

#### Cuadro III
Ha tenido lugar una feroz batalla en la que el ermitaño Pagano ha sido herido de muerte. Antes de morir, en la tienda de Arvino, descubre su verdadera identidad y los dos hermanos se reconcilian.

## Números musicales más relevantes

### Acto Primero
- T’assale un tremito (Giselda)
- Te, Vergin santa (Giselda)

### Acto Segundo
- La mia letizia infondere (Oronte)
- Oh madre dal cielo soccorri al mio pianto (Giselda)

### Acto Tercero
- Gerusalem..Gerusalem… la grande (coro)

### Acto Cuarto
- O Signore, dal tetto natio (coro)